# Geografie Antarktidy

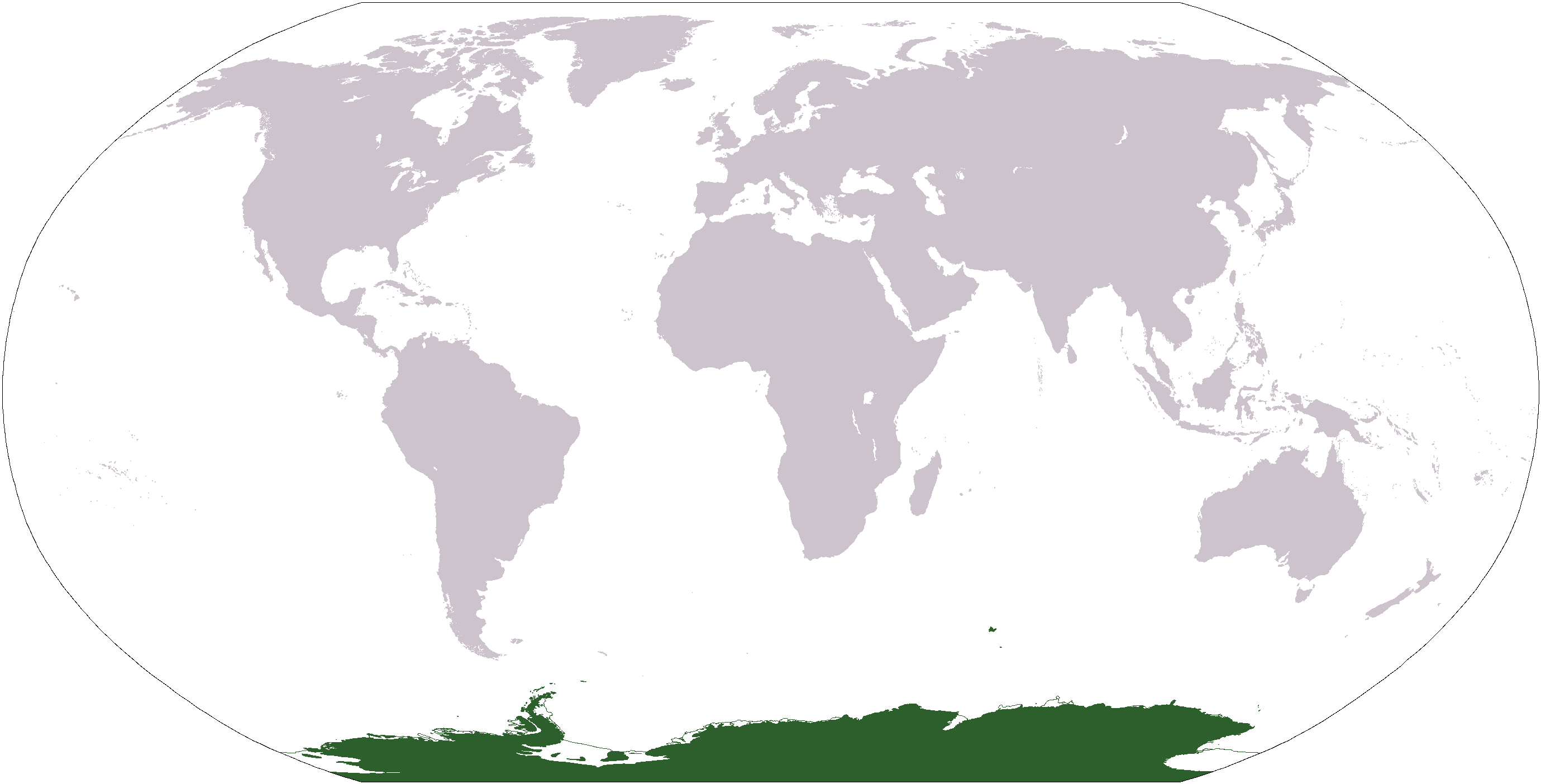
Poloha Antarktidy

Tento článek pojednává o geografických podmínkách Antarktidy.

## Povrch

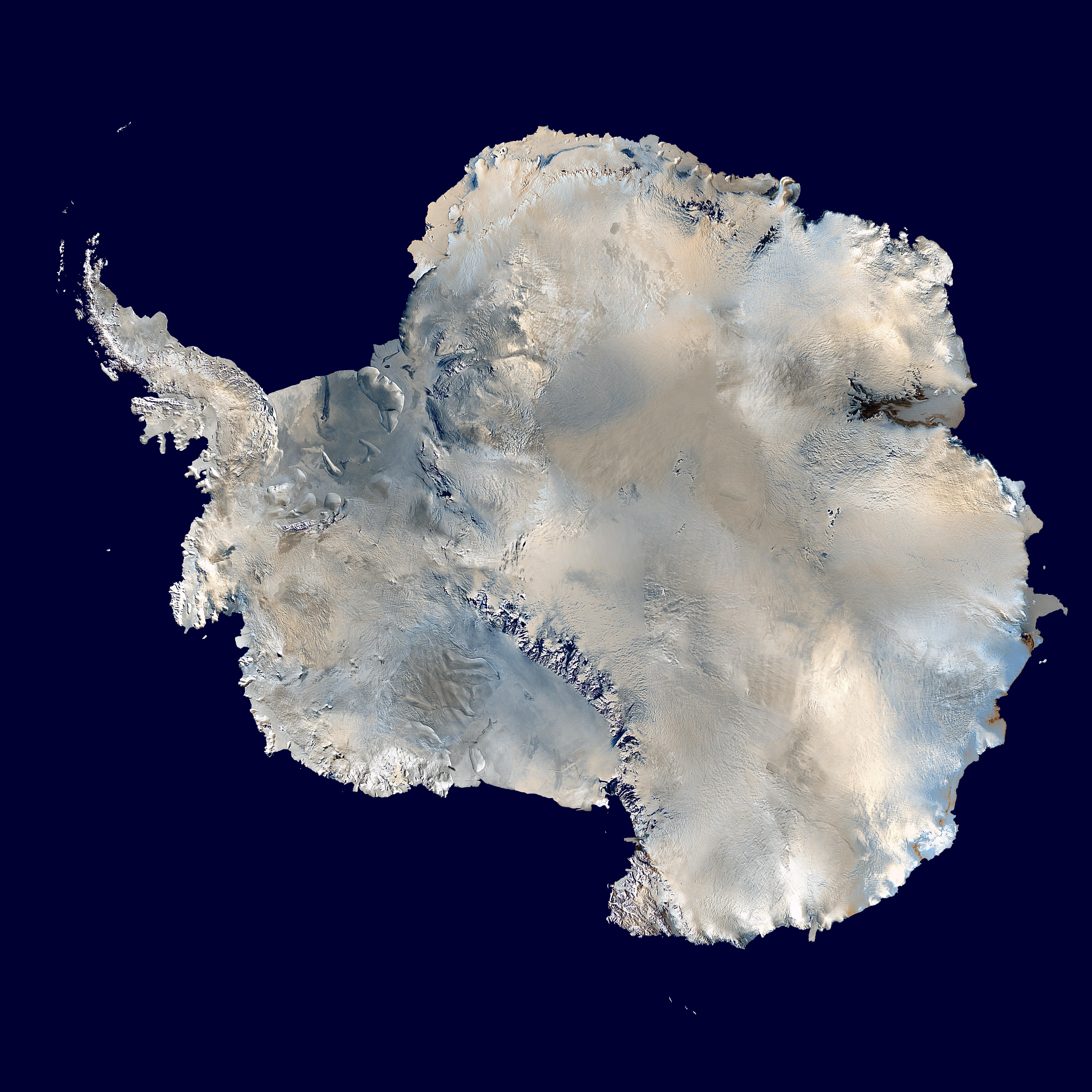
Satelitní obrázek Antarktidy

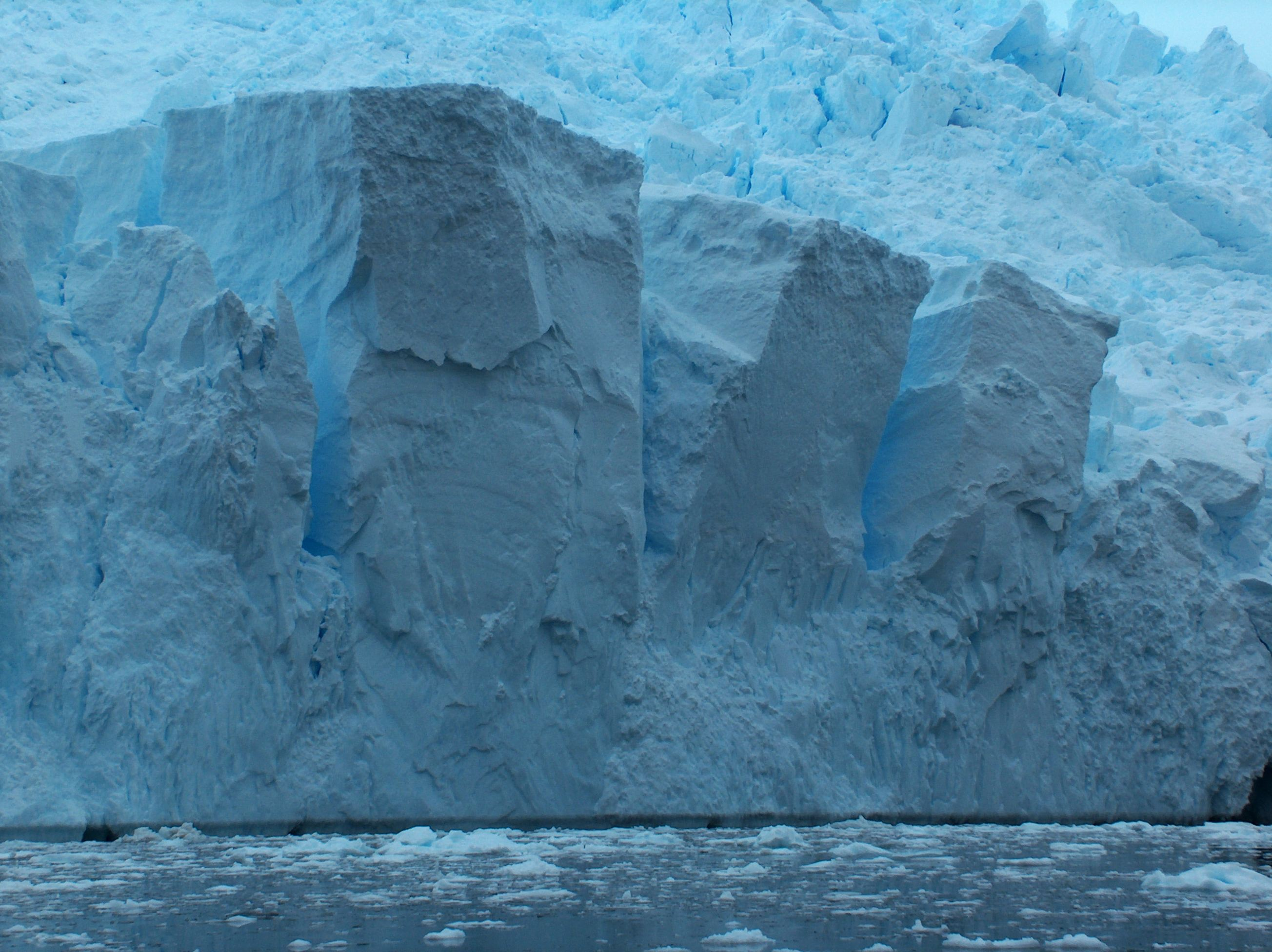
Antarktický pevninský ledovec

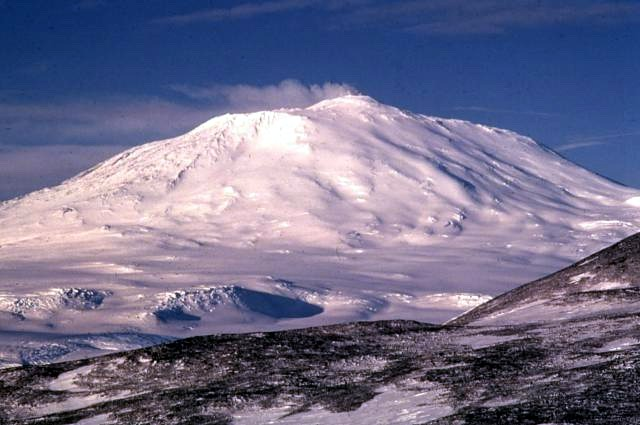
Mount Erebus (3795 m n. m.)

Antarktida byla v minulosti společně s Jižní Amerikou, Afrikou, Austrálií a Arabským a Indickým poloostrovem součástí prapevniny Gondwana a po jejím rozpadu zaujala ve třetihorách svoji dnešní polohu v blízkosti pólu.
Nejstarší částí kontinentu je Antarktický štít. Je tvořen třemi tektonickými jednotkami uloženými podle geologického stáří. Pevninský štít zaujímá celou Východní Antarktidu a část Západní Antarktidy.
Jih od nejvyšší centrální oblasti je Jihopolární plošina se středem v jižním geografickém pólu – výška do 2835 m n. m. Oblasti při pobřeží a v zázemí Východní Antarktidy se nazývají země královny Maud – nejvyšší Vørterkaka 3630 m n. m., Enderbyho země, země McRobertsona s nejvyšší horou Mount Menzies 3322 m n. m. a s největším ledovcovým proudem na světě – Lambertovým ledovcem, stékajícím do Ameryho šelfového ledovce, Americká vysočina, Wilkesova země a Viktoriina země.
Povrch Východní Antarktidy pokrývá ledovec, který se pozvolna sklání od centrální oblasti o nadmořských výškách 4000 m k okrajům s nadmořskou výškou mezi 2000 až 2500 m. Podloží ledovce leží většinou nad úrovní mořské hladiny. Nejmladší tektonickou soustavou je alpínský systém Západní Antarktidy, jehož vznik úzce souvisí se vznikem And v sousední Jižní Americe koncem druhohor a ve třetihorách.
Rozhraním Východní a Západní Antarktidy je Transantarktické pohoří. Začíná při jižním okraji Filchnerova šelfového ledovce nunatakovým pohořím Pensacola – nejvyšší bod 3660 m n. m. – a pokračuje při jižním a západním okraji Rossova šelfového ledovce až k západnímu pobřeží Rossova moře, kde končí v pohoří Admirality – nejvyšší bod Mount Minto 4165 m n. m.
Z jednotlivých částí pohoří – Horlickovy hory, pohoří královny Maud, hory královny Alexandry s nejvyšší horou Mount Kirkpatrick (4528 m n. m.), hory královny Alžběty, Churchillovy hory a pohoří prince Alberta – stéká množství ledovcových proudů.
Oblast Západní Antarktidy je vlastně souostrovím spojeným v jednotný celek pevninským ledovcem, ze kterého vyčnívají vrcholy a hřebeny podledovcových hor. Především díky Antarktickému poloostrovu je pobřeží Západní Antarktidy členitější. Severní zúžená část poloostrova se nazývá Grahamova země, širší jižní Palmerova země. Východní okraj poloostrova je lemován Larsenovým šelfovým ledovcem.
Jižně od Palmerovy země se rozkládá rozsáhlý šelfový ledovec ústící do Weddellova moře – západní část se nazývá šelfový ledovec E. Ronneové, východní Filcherův šelfový ledovec. Na západě sousedí šelfový ledovec E. Ronneové s mohutným Ellsworthovým pohořím s nejvyšším vrcholem celé Antarktidy Vinson Massif (4892 m n. m.)
Dále k západu se prostírá země Marie Byrdové, kde z několika nunatakových pohoří vystupuje nejvýše Pohoří Výkonného výboru s nejvyšším vrcholem Mount Sidley (4181 m n. m.). Jižně od země Marie Byrdové leží Rockefellova náhorní plošina a ve výšce 1200–1800 m n. m. Hollickova-Kenyonova plošina (Hollick-Kenyon Plateau; v roce 1935 ji objevil Lincoln Ellsworth a pojmenoval po svém pilotovi Herbertu Hollickovi-Kenyonovi). Paralelně s Transantarktickým pohořím probíhá Bentleyův subglaciální příkop (Bentley Subglacial Trench), jehož nejlubší bod leží 2538 m pod hladinou moře.
Rossův šelfový ledovec je největším svého druhu na světě. V severozápadním cípu je Rossův ostrov s nejvyšším činným vulkánem Antarktidy Mount Erebus (3794 m n. m.).

## Vodstvo
Stálé vodní toky v Antarktidě neexistují. Pouze během letního období vznikají dočasné toky, a to především v oblastech nepokrytých ledem. Na přilehlých ostrovech bývá těchto toků více. V depresích vyhloubených ledovcem do skalního podkladu se vytvářejí jezera.

## Vymezení území
Antarktida je vymezena jako:
- území kontinentu (13,176 mil. km²)
- jižní polární oblast na jih od jižního polárního kruhu, za 66°32’ již. šířky
- území vymezené klimatickou hranicí, kde letní teplota (leden) nepřevyšuje 10 °C.

Klimaticky vymezená oblast má rozlohu 67,84 mil. km².

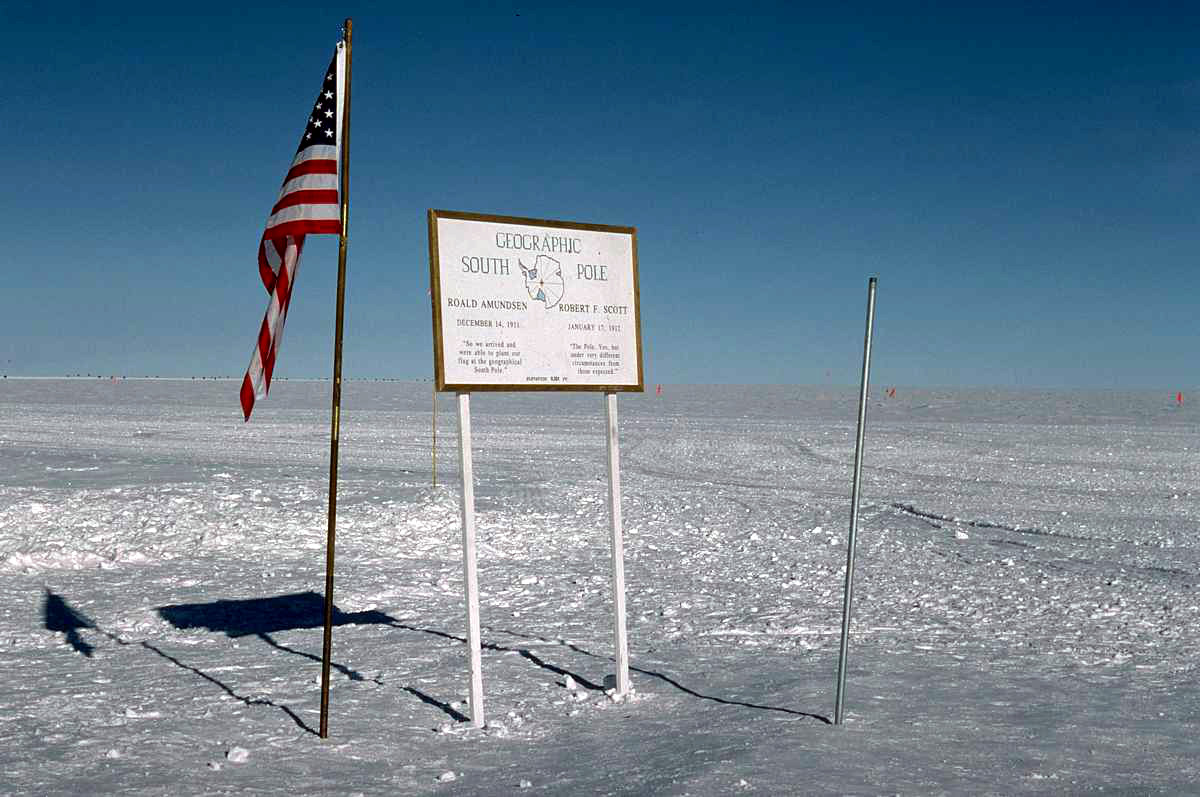
Jižní pól

## Pevnina Antarktidy – geografické údaje
- Rozloha: 13 176 730 km²
- Plocha zaledněného území: 14 108 000 km²
- Střední výška: 2280 m n. m.
- Nejvyšší vrchol: Vinson Massif, Ellsworthovo pohoří, 4897 m n. m.
- Nejvyšší činná sopka: Mount Erebus, Rossův ostrov, 3794 m n. m.
- Největší ostrov: ostrov Alexandra I., 43 200 km²
- Největší poloostrov: Antarktický poloostrov 300 000 km²
- Nejvyšší naměřená teplota: argentinská polární stanice  Marambio 20,75 °C
- Nejnižší naměřená teplota: ruská polární stanice Vostok −89,4 °C

Téměř celý kontinent leží na jih od jižního polárního kruhu. Antarktidu můžeme rozdělit na dvě části:
- Východní Antarktida, rozlohou větší a chladnější
- Západní Antarktida s členitějším pobřežím.

Mezi nimi se napříč kontinentem táhne Transantarktické pohoří. Většinu povrchu tvoří věčný led s tloušťkou okolo 3000 m. Kdyby byl led odstraněn, kontinent se změní v souostroví.